# Église Saint-Girons de Monein
Pour les articles homonymes, voir Saint-Girons.
L'église Saint-Girons (glèisa de Sent Gironç en occitan béarnais) est une église gothique située sur la commune de Monein en Béarn, dans le département des Pyrénées-Atlantiques et dédiée à saint Girons d'Hagetmau. Elle est classée monument historique le 7 août 1913. Ses dimensions imposantes en font la plus grande église gothique (XVe siècle) de Béarn mais sa particularité vient de sa charpente : réalisée en cœur de chênes, elle a la forme d'une double coque de navire renversée.

## Présentation

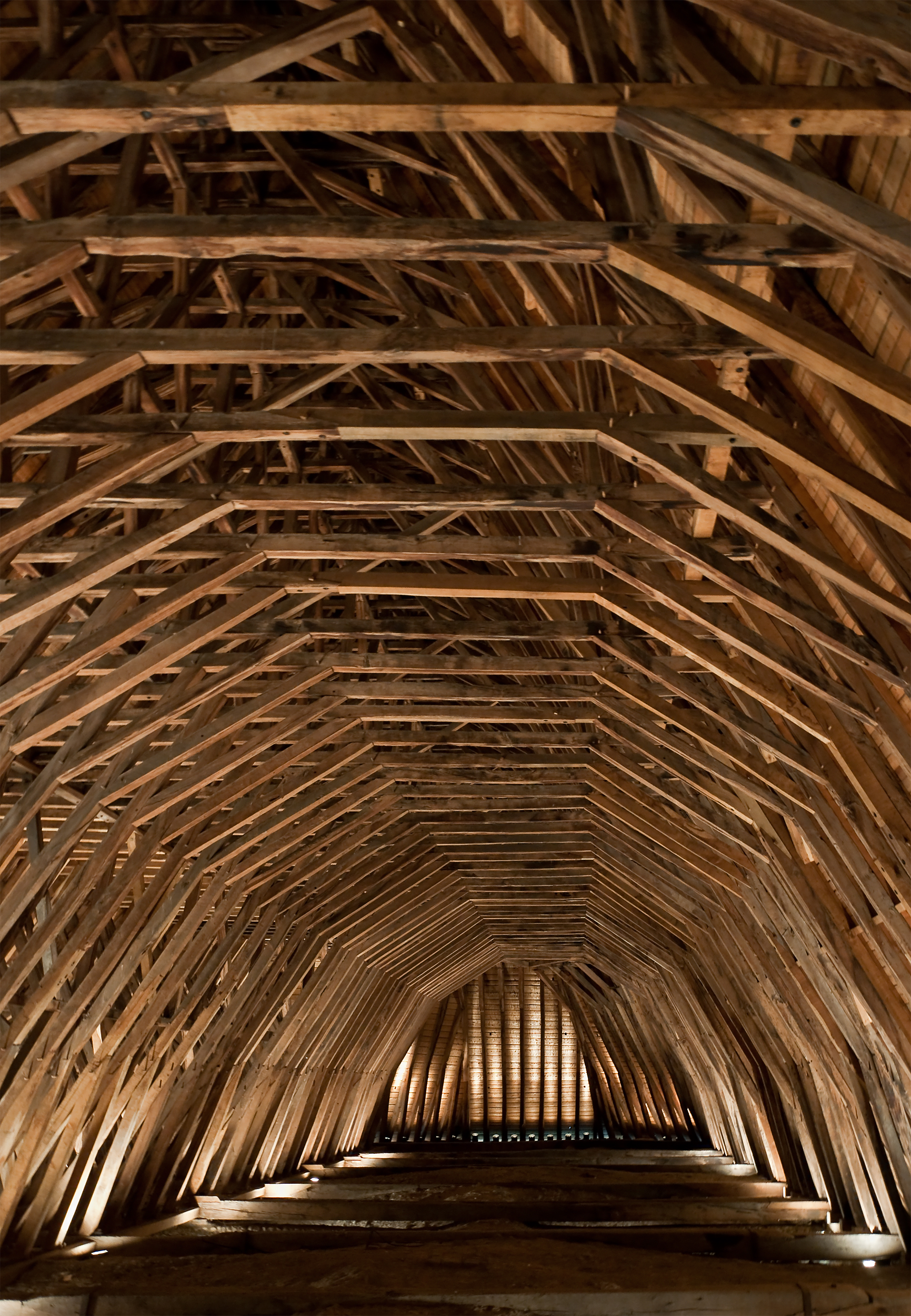
La charpente de l'église Saint-Girons.

Au XVIe siècle, Monein était un village en pleine croissance qui comptait plus de 5 000 habitants, soit 850 « feux vifs » (hoec vius en dans les textes administratifs béarnais de l'époque) alors qu’à Pau on ne dénombrait que 700 habitants, comme l'indiquent les « dénombrements » (recensement à but fiscal) de Béarn. L’ancienne église Sant-Pée (Sent Pèr en occitan contemporain, c'est-à-dire Saint-Pierre), de style roman, était donc devenue trop petite et on décida d’en construire une plus grande juste à côté de l’abbaye laïque, aujourd’hui disparue.
Monein était également un village très riche puisqu’on y payait plus d’impôts qu’à Orthez et Oloron réunis et c’était l’une des communes la plus étendue de Béarn car elle comprenait les villages de Cuqueron et de Cardesse.
Enfin, la population était très impliquée dans la vie religieuse car on dénombrait neuf confréries religieuses et seize prêtres.
Les dimensions de la nouvelle église seraient proportionnelles à la richesse du village ; l'église Saint-Girons de Monein mesure ainsi plus de 61 m de long, 16 m de large et 31 m de hauteur. Elle est plus grande que les deux cathédrales de Béarn, la cathédrale de Lescar et celle d'Oloron-Sainte-Marie.
À Monein, qui comptait en 1385 environ 2 300 habitants, la construction débuta en 1464 et s'acheva en 1530. Durant 70 ans, les habitants financèrent les travaux par le biais de nombreuses taxes et bâtirent l'édifice de leurs propres mains. Mais la réalisation de la charpente remarquable de l’imposante église Saint-Girons a été confiée, dès 1464, aux cagots, à ces hommes qui malgré leur extraordinaire savoir-faire, vivaient complètement exclus de la société.
La reine de Navarre Jeanne d'Albret, transforma l'église en temple protestant en la dépouillant de son mobilier et menaça de la détruire face à l'hostilité de la population, demeurée catholique. Elle fut néanmoins épargnée et rendue au culte catholique quand celui-ci fut rétabli par l'Édit d'intégration du Béarn promulgué par le roi Louis XIII de France (qui était encore à ce moment-là également Louis I de Navarre).
L'église par la suite fut à nouveau meublée et conserve encore aujourd'hui un mobilier baroque dont un retable de grande dimension ainsi que des orgues toulousaines du XVIIe siècle.
L'église Saint-Girons fut restaurée à la fin du XXe siècle et jusqu'au début du XXIe siècle et sa charpente est aujourd'hui une attraction touristique mise en valeur par une animation de son et de lumière.